# Essential Mix
Der Essential Mix ist eine wöchentliche Musiksendung auf BBC Radio 1, die alle Stile der elektronischen Tanzmusik unterstützt. Moderiert wird die Sendung seit ihrer Konzeption 1992 von DJ Pete Tong. Jeden Samstag wird ein 2-stündiges Programm gesendet, in der Regel zwischen 4:00 und 6:00 Uhr britischer Zeit. Das Standardformat der Show besteht aus einem 2-stündigen Gast-Mix eines eingeladenen DJs, einer Gruppe oder eines Produzenten, der vorher von Pete Tong angekündigt wird.
Für gewöhnlich wird der Mix im Voraus bereits im Tonstudio aufgenommen. Allerdings gibt es auch Live-Übertragungen aus Clubs oder von Festivals. In den Sommermonaten wird von Veranstaltungen innerhalb Großbritanniens, aus Ibiza und ganz Europa übertragen. Im Winter wird unter anderem von der Miami Winter Music Conference übertragen.